# Jihoafrické obranné síly

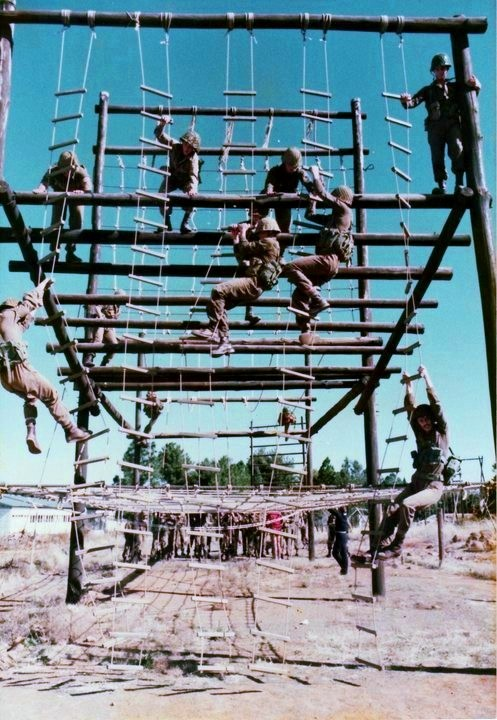
Výcvik jihoafrických parašutistů

Jihoafrické obranné síly (afrikánsky Suid-Afrikaanse Weermag – SAW, anglicky South African Defence Force – SADF) byl název jihoafrických ozbrojených sil v letech 1957 až 1994. 
Byly organizovány tak, aby vykonávaly dvojí poslání: čelit možnému povstání ve všech formách a udržovat konvenční vojenskou složku, která byla schopná bránit hranice republiky a podle potřeby provádět akce. Během 70. let došlo k rozšiřování ozbrojených sil a generální štáb SADF byl organizován do šesti sekcí - finance, zpravodajství, logistiku, operace, personál a plánování; jihoafrická lékařská služba (SAMS) se zároveň stala rovnocennou jihoafrické armádě, jihoafrickému námořnictvu a jihoafrickému letectvu.
Účastnily se války za nezávislost Namibie a angolské občanské války. Byly složeny převážně z bílých Jihoafričanů na základě všeobecné branné povinnosti, nicméně sloužili zde i Asiati a Barevní se smíšenými předky jako dobrovolníci, z nichž někteří dosáhli významnějších hodností. Od roku 1971 vzniklo několik pěchotních a služebních sborů složených z černochů. Tyto exkluzivní prapory měly kmenový základ a veleli zde černí poddůstojníci, ale vyšší důstojníci byli běloši. Výzbroj SADF v té době zahrnovala jaderné zbraně, kterých se však země během devadesátých let vzdala. V roce 1994 byl nahrazeny silami SANDF.